# Homework
《Homework》是香港歌手黎明的錄音室專輯，全碟由雷頌德監製，收錄了11首歌曲及4個音樂短片，專輯於2002年9月18日由新力唱片以CD及VCD形式首次發行。這是黎明於新力唱片時期的最後一張專輯，製作及宣傳費超過港幣一千萬元。

## 製作概念
這張專輯的命名概念源自於黎明每次發新專輯時，感覺就好像在做「功課」，而聽眾就像是出功課的人，他為了要滿足聽眾對音樂創新及好聽的渴望，以及希望自己的作品能在聽眾心目中取得高分數，因此想到把這張新專輯取名為「Homework」，專輯封面照以復古風為主題，在一間酒館進行拍攝工作。其中一首主打歌〈Ba Ba〉是以黎明飼養的貓隻名字來命名，這首歌的音樂短片由外國聘請名為「BaBa」的導演及攝影隊到香港進行拍攝工作，製作單位從三十多名世界各地的女模特兒中選出4人，與雷頌德一同客串演出，黎明則獨自拍攝他所演出的情節，音樂短片以5輛品牌分別為林寶堅尼、法拉利及保時捷的汽車，以及二十多個毛絨玩具作道具，營造嘉年華氣氛，同時加入了當時暑假檔期上映的電影片段，讓觀眾產生共鳴，製作費約港幣五百萬元，由啤酒商Budweizer贊助。

## 曲目列表
| CD       | CD               | CD           | CD            | CD       | CD                 | CD    |
| 曲序     | 曲目             |              | 作曲          | 编曲     | 备注               | 时长  |
| -------- | ---------------- | ------------ | ------------- | -------- | ------------------ | ----- |
| 1.       | 你要懂得欺騙自己 | 林夕         | 雷頌德        | 雷頌德   |                    | 3:04  |
| 2.       | Ba Ba            | 林夕         | 雷頌德        | 雷頌德   |                    | 3:23  |
| 3.       | 一巴香水印       | 林夕         | 雷頌德        | 雷頌德   |                    | 3:30  |
| 4.       | 咪亂諗           | 林夕         | 雷頌德        | 雷頌德   |                    | 3:36  |
| 5.       | 最好你走         | 林夕         | 雷頌德        | 雷頌德   |                    | 3:30  |
| 6.       | 好像在我耳旁     | 周楓／朱自強 | Georges Bizet | 羅尚正   | 電影《三更》主題曲 | 3:26  |
| 7.       | 信你戀愛觀       | 甄健強       | Cho Woo Jin   | 雷頌德   |                    | 3:57  |
| 8.       | 近在眼前         | 甄健強       | 雷頌德        | 雷頌德   |                    | 3:08  |
| 9.       | 芝士人           | 甄健強       | 雷頌德        | 雷頌德   |                    | 3:37  |
| 10.      | 別怕生疏         | 林夕         | 雷頌德        | 雷頌德   |                    | 3:54  |
| 11.      | Ba Ba            | 林夕         | 雷頌德        | 雷頌德   | 國語版             | 3:25  |
| 总时长： | 总时长：         | 总时长：     | 总时长：      | 总时长： | 总时长：           | 38:30 |

| VCD  | VCD                         | VCD    |
| 曲序 | 曲目                        | 導演   |
| ---- | --------------------------- | ------ |
| 1.   | Ba Ba（音樂短片）           |        |
| 2.   | 最好你走（音樂短片）        | 張文華 |
| 3.   | 好像在我耳旁（音樂短片）    | 陳可辛 |
| 4.   | Ba Ba（國語版）（音樂短片） |        |

## 幕後製作人員
以下是《Homework》的幕後製作人員名單：
- 鍵琴：雷頌德（曲目1－5,7－11）、Ted Lo（曲目6）
- 結他：黃仲賢（曲目1,3－5,7－10）
- 貝斯：Pal Sinn（曲目1,5）
- 鼓：Melchior Sarreal（曲目1,5）
- 色士風：Vastine Pettis（曲目2,3,11）
- 音色伴奏：雷頌德（曲目1－5,7－11）、Ted Lo（曲目6）
- 弦樂：Hong Kong Strings Quartet（曲目1）
- 和音：A-E-O（曲目2－4,9－11）、黎明（曲目8）、雷頌德（曲目8）、Rene（曲目8）
- Vocals：Rene（曲目2,11）
- 混音：岡村弦
- 錄音：岡村弦、陳西敏
- 母帶處理：楊我華
- 美術指導、攝影：張文華
- A&R：Belle Lok
- 設計：Design Department Workshop
- 執行製作人：王凱文
- 監製：雷頌德
- 出品人：Ariel Fung
- 經理人公司：百事活娛樂事業有限公司

## 流行榜成績
以下是《Homework》的派台歌曲名單，以及其歌曲在香港四大電子媒體音樂流行榜的最高位置。
| 派台歌曲／流行榜     | 903專業推介 | 中文歌曲龍虎榜 | 新城電台勁爆本地榜 | 勁歌金榜 | 參考                        |
| -------------------- | ----------- | -------------- | ------------------ | -------- | --------------------------- |
| 〈最好你走〉         | 第8位       | 冠軍           | 冠軍               | 未能上榜 | [ 12 ] [ 13 ] [ 14 ]        |
| 〈Ba Ba〉            | 第17位      | 第5位          | 第8位              | 冠軍     | [ 15 ] [ 16 ] [ 17 ] [ 18 ] |
| 〈你要懂得欺騙自己〉 | 第5位       | 第5位          | 第13位             | 冠軍     | [ 19 ] [ 20 ] [ 21 ] [ 22 ] |